# Блейк Майкл
Блейк Майкл (англ. Blake Michael, нар. 31 липня 1996, Атланта, Джорджія, США) — американський актор, бізнесмен і журналіст. Зіграв Чарлі Дельгадо в оригінальному фільмі Disney Channel Лимонадний голос (2011) і Тайлера Джеймса в серіалі Disney Channel Собака крапка ком (2012–2015), яка принесла йому премію Young Artist Award за найкращу головну молоду акторську роль у телесеріалі.

## Життєпис і кар'єра
Майкл народився в Атланті, штат Джорджія, має пуерториканське та єврейське походження. Кар'єра Майкла як актора-дитини почалася у трирічному віці.
Блейк вступив до акторської студії «Company Acting Studio» в Атланті у віці п'яти років. Його знайшов агент з розшуку талантів, коли йому було шість.
Першою роллю актора стала знаменита курка Боянґлза.
У 10-річному віці Блейка вибрали ведучим серії з чотирьох рекламних роликів для Hasbro Toys, які транслювалися на Cartoon Network. Після рекламної кампанії «Cartoon Network» запросила Майкла стати ведучим власного шоу в мережі, кульмінацією якого стали два проєкти під назвою «Смажений динаміт», які виходили в ефір щоп'ятниці, і «Динамітний загін!» щосуботи.
В травні 2010 року Блейк з'явився у фільмі «Діти без обмежень: багато галасу про середню школу», а пізніше разом із зіркою фільму, кантрі-співачкою Селестою Келлог, заспівав дуетом, який мав назву «Looking In Your Eyes». Актор також знявся у невеликій епізодичній ролі у кліпі Kellogg «My Jeans».
В червні 2010 Блейка взяли на одну з головних ролей Чарлі Дельгадо у фільм-мюзикл Лимонадний голос, створеному каналом Disney для телебачення. Пізніше Майкл назвав цю роль тією, яка «стала проривом у його кар'єрі» і «допомогла завоювати аудиторію».
Незабаром Майкл погодився на роль Тайлера Джеймса в ситкомі Disney Channel Собака крапка ком, якого він грав з 2012 до 2015 року.
Як режисер Майкл зняв короткометражні фільми «Anonymous» у 2011 році та «Notes of Hers» у 2013 році, останній з яких був представлений на Студентському кінофестивалі в Торонто та отримав приз глядацьких симпатій на «Red Rock Film Festival».
У 2015 році Блейк з'явився в ролі Чейза в фільмі «I Killed My BFF».
У 2018 році він озвучив Кертіса у восьми епізодах «Voltron: Legendary Defender».
У 2019 році актор знявся в ролі Піта у фільмі «Принцеса ряду», прем'єра якого відбулася на кінофестивалі «Cinequest».
У 2021 році Майкл увійшов до ради директорів «Lumanu», компанії з управління соціальними мережами, як головний маркетинговий євангеліст. Того ж року він почав писати для «Forbes» як експерт з маркетингу та рекламувати послуги Луману.

## Фільмографія

### Фільми
| Рік      | Назва українською                              | Оригінальна назва                           | Роль            | Примітки               |
| -------- | ---------------------------------------------- | ------------------------------------------- | --------------- | ---------------------- |
| 2004 рік | Обраний                                        | Chosen                                      | Ресторан Патрон |                        |
| 2008 рік | Слоновий сік                                   | Elephant Juice                              | Джим            | Короткометражний фільм |
| 2009 рік | Магеллан                                       | Magellan                                    | Остін Брюер     | Короткометражний фільм |
| 2010 рік | No Limit Kids: Багато галасу про середню школу | No Limit Kids: Much Ado About Middle School | Зах             |                        |
| 2011 рік | Трунар                                         | The Mortician                               | Street Kid      |                        |
| 2011 рік | Життя з NADS: історія Джиммі Епсона            | Living with N.A.D.S.: The Jimmy Epson Story | Джиммі Епсон    | Короткометражний фільм |
| 2016 рік | Переважно примарно: одна ніч у Дум Хаусі       | Mostly Ghostly: One Night in Doom House     | Нікі            |                        |
| 2017 рік | Студент                                        | The Student                                 | Венс Ван Сікл   |                        |
| 2019 рік | Принцеса з нетрів                              | Princess of the Row                         | Піт             |                        |

### Телебачення
| Рік            | Назва українською              | Оригінальна назва           | Роль                | Примітки                            |
| -------------- | ------------------------------ | --------------------------- | ------------------- | ----------------------------------- |
| 2007 рік       | Жовтнева дорога                | October Road                | Молодий Ронні       | Епізод: «Пілот»                     |
| 2008 рік       | З голови Джиммі                | Out of Jimmy's Head         | Дитина              | Епізод: "Bad Fad"                   |
| 2011 рік       | Лимонадний голос               | Lemonade Mouth              | Чарлі Дельгадо      | Телефільм                           |
| 2012 рік       | Справжня кров                  | True Blood                  | Підліток Олсід Ерво | Епізод: «Всі хочуть правити світом» |
| 2012–2015 роки | Собака крапка ком              | Dog with a Blog             | Тайлер Джеймс       | Головна роль                        |
| 2013 рік       | Мелісса і Джої                 | Melissa & Joey              | Арчер Адамс         | Епізод: "Inside Job"                |
| 2015 рік       | Я вбив свого найкращого друга  | I Killed My BFF             | Чейз                | Телефільм                           |
| 2018 рік       | Вольтрон: Легендарний захисник | Voltron: Legendary Defender | Кертіс (голос)      | Повторювана роль; 8 серій           |

### Режисер
| Рік      | Назва           | Примітки               |
| -------- | --------------- | ---------------------- |
| 2011 рік | Анонім          | Короткометражний фільм |
| 2013 рік | Нотатки про неї | Короткометражний фільм |

## Нагороди та номінації
| рік      | Нагорода                  | Категорія                                       | Робота          | Результат | Ref.   |
| -------- | ------------------------- | ----------------------------------------------- | --------------- | --------- | ------ |
| 2013 рік | Премія молодого художника | Найкращий молодий актор у телевізійному серіалі | Собака з блогом | Перемога  | [ 21 ] |
| 2013 рік | Кінофестиваль Red Rock    | Приз глядацьких симпатій                        | Нотатки про неї | Перемога  | [ 22 ] |